# Puppets (film)
Puppets è un cortometraggio muto del 1916 diretto da Tod Browning. Una moderna riproposta della storia di Pierrot e Colombina, con gli attori vestiti con gli abiti in bianco e nero, secondo la convenzione della pantomima.
Fu il primo film di Browning dopo un terribile incidente di automobile che gli costò quasi la vita.

## Produzione
Il film fu prodotto dalla Fine Arts Film Company con il titolo di lavorazione, The Mummy.

## Distribuzione
Il film - un cortometraggio in due bobine - uscì nelle sale statunitensi il 10 settembre 1916, distribuito dalla Triangle Distributing.